# Armando Adão e Silva
Armando Adão e Silva ComL • GOM (Lisboa, 24 de Fevereiro de 1909 - Lisboa, 1 de Abril de 1993) foi um advogado, político e maçon português.

## Biografia
Depois de ter concluído o curso dos Liceus no Liceu Gil Vicente, frequentou a Faculdade de Direito da Universidade de Lisboa, onde fez a Licenciatura em Direito em 1931. Foi colega de curso de Acácio Gouveia, Fernando Olavo, José Magalhães Godinho, Teófilo Carvalho dos Santos e Nuno Rodrigues dos Santos.
Seguiu a profissão de Advogado em Lisboa, especializado em questões de matéria de Direito Comercial.
Armando Adão e Silva foi iniciado na Maçonaria, com o nome simbólico de Mestre de Avis, a 27 de Janeiro de 1935, na Loja Liberdade, N.º 197, do qual foi Mestre Venerável durante a clandestinidade. A Loja Liberdade foi das poucas Lojas Maçónicas que se manteve em actividades durante a clandestinidade.
Foi um dos tradicionais oposicionistas ao Salazarismo. Pertenceu à União Democrática, ao Movimento de Unidade Nacional Antifascista, à primeira Comissão Central do Movimento de Unidade Democrática e ao Directório Democrato-Social.
Em 1943, Armando Adão e Silva é membro fundador da União Democrato-Socialista, núcleo antifascista, que é criado após a formação do Núcleo de Doutrinação e Acção Socialista, que tem como apoiantes, entre outros, António Macedo, Artur Santos Silva, Costa e Melo, Fernando Vale, Gustavo Soromenho, Manuel Mendes, Mário Cal Brandão, Mário Castro, Paulo Quintela, Teixeira Ribeiro, Vitorino de Magalhães Godinho, e do qual faziam parte, além de Armando Adão e Silva, Fernando Mayer Garção, José Joaquim Gaita, Carlos Sá Cardoso. Publicou o periódico clandestino "V". A União Democrato-Socialista, fundindo-se com o Núcleo de Doutrinação e Acção Socialista, dá origem, em finais de 1943 ou já em 1944, à União Socialista, que se manteve em actividade até à década de 1950.
Refira-se que surge Armando Adão e Silva, juntamente com Teófilo Carvalho dos Santos, Vasco da Gama Fernandes, Carlos Vilhena e Fernando Mayer Garção, como filiado num Partido Trabalhista Português” que, segundo José Pacheco Pereira, resulta d' "uma mistura entre uma organização política clandestina e um grupo de inspiração maçónica". Armando Adão e Silva integra o Movimento de Unidade Nacional Antifascista entre 1943 e 1944 e participa na célebre reunião de 8 de Outubro de 1945, no Centro Escolar Republicano Almirante Reis, que origina a constituição do Movimento de Unidade Democrática.
Foi um dos subscritores do requerimento ao Governador Civil do Distrito de Lisboa Nuno Frederico de Brion a pedir autorização para essa célebre reunião, juntamente com Afonso Costa (filho), Alberto Candeias, Guilherme Canas Pereira, Gustavo Soromenho, José Magalhães Godinho, Luís da Câmara Reis, Manuel Catarino de Castro, Mário Lima Alves, Manuel Mendes e Teófilo Carvalho dos Santos. A reunião, num sala repleta, foi presidida pelo Prof. Doutor Barbosa de Magalhães. A Comissão Central do MUD marcou presença no Governo Civil a 6 de Novembro de 1945, onde foi apresentar as listas de apoiantes, fazendo Armando Adão e Silva parte da sua primeira Comissão Central. Na campanha presidencial de José Norton de Matos, em 1949, apoiou o Grupo dos 24, pró-atlantista e pró-americano, que rompeu com o Partido Comunista Português. Participou, ainda em 1949, no Directório Democrato-Social, grupo de republicanos conhecidos por Os Barbas, onde se integravam Acácio Gouveia, António Sérgio, Azevedo Gomes, Carlos Sá Cardoso, Jaime Cortesão, Nuno Rodrigues dos Santos e Raul Rego.
Foi um dos oposicionistas que apoiou a integração de Portugal na Organização do Tratado do Atlântico Norte em 1949.
Em Maio de 1953, é um dos fundadores da Comissão Promotora do Voto, uma iniciativa de António Sérgio, Luís de Almeida, Manuel Duarte, Fernando Mayer Garção, João Pedro dos Santos e Nuno Rodrigues dos Santos, em vésperas das eleições legislativas de Novembro desse ano e quando a oposição de encontrava profundamente dividida e que contava com o apoio do Directório Democrato-Social.
Em 1954, Armando Adão e Silva foi um dos subscritores da tentativa de fundação da Associação Política Causa Republicana, que foi indeferida pelo Estado Novo, e de cuja Comissão Fundadora fez parte, a qual integrava, entre outros, Barbosa de Magalhães, Azevedo Gomes, Cunha Leal, Marques Guedes, José Domingos dos Santos, Ramada Curto, Luís da Câmara Reis, Ramón de La Féria, Luís Hernâni Dias Amado, Fernando Mayer Garção, Adolfo Casais Monteiro, Carlos Sá Cardoso, Acácio Gouveia, Nuno Rodrigues dos Santos e Gustavo Soromenho. Do mesmo modo, integrava, a 5 de Outubro de 1954, o Secretariado da projectada Associação.
Curiosamente, Armando Adão e Silva não aderiu nem integrou a Acção Socialista Portuguesa, nem aderiu à fundação do Partido Socialista. Apoiou, sempre, as campanhas eleitorais contra o Estado Novo, tendo sido candidato a Deputado pela Oposição nas eleições de 1953, 1965 e 1969.
Foi preso em 1959 e, na sequência de ter sido um dos 62 signatários do Programa para a Democratização da República a 31 de Janeiro de 1961, é, de novo, levado para a prisão.
Por iniciativa dos Maçons Luís Hernâni Dias Amado e Armando Adão e Silva, foram formados em Portugal, durante a clandestinidade, os Pentágonos, células paramaçónicas. Cada Pentágono compunha-se de cinco elementos, que davam origem ao nome, sendo pelo menos um deles, o Presidente, Membro da Maçonaria. O seu objectivo era difundir o espírito Maçónico entre os jovens. Existiram cerca de cinco Pentágonos, entre 1968 e 1970. Muitos dos seus componentes vieram, mais tarde, a ser iniciados.
Pertenceu à Liga Portuguesa dos Direitos do Homem, fundada em 1923 por Sebastião de Magalhães Lima, fazendo parte do seu Directório, bem como fez parte dos Corpos Directivos da Ordem dos Advogados Portugueses. Foi, por diversas vezes, Advogado dos presos políticos do Estado Novo, nos Tribunais Plenários.
Após a Revolução dos Cravos de 25 de Abril de 1974, a 15 de Julho de 1974, fez parte, com Adelino da Palma Carlos, Almeida Ribeiro, Norberto Lopes, António Waldemar e Paradela de Abreu, do denominado Partido Social-Democrata Português, de raiz Humanista Racionalista, que desaparece, sem êxito. Adere ao Partido Socialista, demitindo-se em 1978, seguindo os "Renovadores", integrando o "Grupo de Acção Renovadora". Foi eleito Deputado pela Aliança Democrática nas eleições intercalares de Dezembro de 1979, pelo Círculo Eleitoral do Distrito de Aveiro.
Ainda, como curiosidade, registe-se que fez parte do Conselho Jurisdicional do Sport Lisboa e Benfica e foi Presidente da Associação de Futebol de Lisboa.
Após o 25 de Abril de 1974, Armando Adão e Silva esteve presente na reorganização do Grande Oriente Lusitano, acompanhando nessa missão outros dedicados Maçons, como António Henrique de Oliveira Marques, Carlos Sá Cardoso, o Comandante José Eduardo Simões Coimbra, Luís Hernâni Dias Amado e Luís Gonçalves Rebordão, entre outros, e foi importante na restituição do Palácio Maçónico. Nos jornais de 7 de Maio de 1974, foi apresentado um Comunicado, assinado por Armando Adão e Silva, Luís Hernâni Dias Amado e o Comandante José Eduardo Simões Coimbra, como representantes do Grémio Lusitano. O Palácio Maçónico tinha sido ocupado, como resultado da Lei 1901 contra as Associações Secretas, pela Legião Portuguesa, em 1937, com o confisco dos seus bens. A Lei 1901 foi anulada a 4 de Novembro de 1974, e o Palácio foi restituído aos seus legítimos proprietários. Foi Armando Adão e Silva Presidente do Conselho da Ordem do Grande Oriente Lusitano e, em 1981, foi eleito e sucedeu a Luís Hernâni Dias Amado como Grão-Mestre do Grande Oriente Lusitano, mantendo-se no cargo até 1984.
Foi feito Comendador da Ordem da Liberdade a 30 de Junho de 1980 e Grande-Oficial da Ordem do Mérito a 4 de Outubro de 1989.
Foi pai de Ana Maria de Lacerda Adão e Silva, casada com Paulo Barbosa da Cruz e mãe de Ana Isabel Adão e Silva Barbosa da Cruz, nascida a 21 de Junho de 1959, e da Dr.ª Vera Maria de Lacerda Adão e Silva, comendadora da Ordem do Infante D. Henrique a 4 de Março de 1996, casada com Luís Artur de Freitas e Costa Cardoso Pereira, licenciado em Filosofia e artista plástico (divorciados), e mãe do comentador político afeto ao PS e professor universitário Pedro Adão e Silva Cardoso Pereira.